# كايل ميتشيل
كايل ميتشيل (بالإنجليزية: Kyle Mitchell)‏ هو لاعب كرة القدم الكندية أمريكي، ولد في 7 فبراير 1983 في إيست شيكاغو في الولايات المتحدة.